# Kugelherstellung
Die Kugelherstellung ist heute ein industrieller Produktionszweig zur Produktion von Fertigteilen, die zur Herstellung von Maschinenteilen, vor allem Lagern, gebraucht werden.

## Geschichte der Kugelherstellung
Bereits vor der industriellen Fertigung gab es Bedarf an Kugeln. Die Beispiele sind vielfältig und reichen von gedrechselten Holzkugeln zum Kegeln über Kugeln im Goldschmiedehandwerk bis zu Kanonenkugeln aus Stein oder Eisen.
Vorindustrielle Serienfertigung für Munition findet etwa im Schrotturm statt, steinerne Kugeln wurden in Kugelmühlen rundgeschliffen - die heutige Kugelherstellung umfasst den Begriff der Geschossherstellung nicht mehr.
Die industrielle Fertigung von Kugeln in Kugelfabriken unter Verwendung von Maschinen nach dem Prinzip der Fließfertigung begann um 1900. Damals etablierten sich die ersten industriellen Kugelhersteller wie Friedrich Fischer, die sich mit der Massenproduktion von Stahlkugeln (Wälzkörper, Wälzlager) befassten. Eine ganze Region (Schweinfurt, Unterfranken) bis in das angrenzende Hessen entwickelte sich als Zentrum der Wälzlagerherstellung mit ihren Zulieferbetrieben. Auch Fulda war und ist ein bedeutender Standort der Kugelproduktion.
Während des Zweiten Weltkriegs war die deutsche Kugelfertigung als kriegswichtig eingestuft, da die Kugeln für Kugellager zur Herstellung von Kampfflugzeugen, Panzern und anderen Rüstungsgütern benötigt wurden. Das Reichsministerium für Bewaffnung und Munition förderte dies durch Sonderzuweisungen von Rohstoffen und Arbeitskräften. Wegen ihrer zentralen Bedeutung für die Rüstungsindustrie war die deutsche Kugellagerindustrie wiederholt Ziel schwerer alliierter Luftangriffe, z. B. im Rahmen der Operation Double Strike. Um diesen Angriffen zu entgehen, wurde die Produktion in den letzten Kriegsjahren dezentralisiert und in Bergwerksstollen ausgelagert. Nach Kriegsende kehrte die Produktion nur zum Teil an ihre Ursprungsorte zurück.

## Herstellungsmethoden und Technik

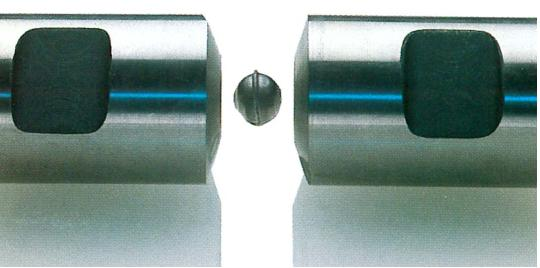
Kugel-Geometrie und Matrizen

Vom Draht (Stahl, Aluminium, Buntmetalle) werden Zylinder abgeschnitten, die in einer Kugelpresse mittels Matrizen in die Kalotte eingebracht sind, und zu Kugeln umgeformt, wie nebenstehendes Foto illustriert.
Bei größeren Kugeldurchmessern werden die Kugeln auch geschmiedet. Als nächster Arbeitsschritt (Walzen) werden die Kugeln zwischen zwei rotierenden Werkzeugen von ihrem Pressrand (Grat) befreit. Je nach Werkstoff können Kugeln in der Wärmebehandlung auf einen gewünschten Härtegrad gebracht werden. Durch mehrere aufeinanderfolgende Schleifvorgänge oder Läppen wird Schritt für Schritt die Präzision der Kugeln erhöht. Je nach gewünschter Qualität werden die Kugeln auf ein mehr oder weniger genaues Maß gefertigt (Kugeldurchmesser auf 1 µm genau ist möglich). In einem letzten Fertigungsschritt werden die Kugeln poliert, um eine möglichst geschlossene und glänzende Oberfläche zu erzielen. Schließlich werden optische und mechanische Endprüfungen an den Kugeln durchgeführt, um vorgegebene Werte der Grundparameter Maß, Form und Oberflächenrauheit zu garantieren. Kugeln lassen sich aus unterschiedlichsten Werkstoffen herstellen (Stahl, Kunststoff, Aluminium, Keramik, Glas und Buntmetalle), wobei die jeweiligen Herstellungsmethoden den Anforderungen der Genauigkeit und des Materials angepasst werden müssen.

## Einsatzgebiete und Normen
Im 19. und zu Beginn des 20. Jahrhunderts fanden Kugeln ihre Anwendung überwiegend in der Fahrradindustrie, während heute die Einsatzgebiete weitaus bedeutender sind (Automobilindustrie, Lineartechnik, Kugeln in Ventilen oder Pumpen in der Pharmazie und Kosmetikindustrie, Maschinenbau, Windkraftanlagen usw.). Schrotkugeln aus verschiedenen NE-Materialien sind auch heute noch gebräuchlich.

## Kugeln aus Sonderwerkstoffen

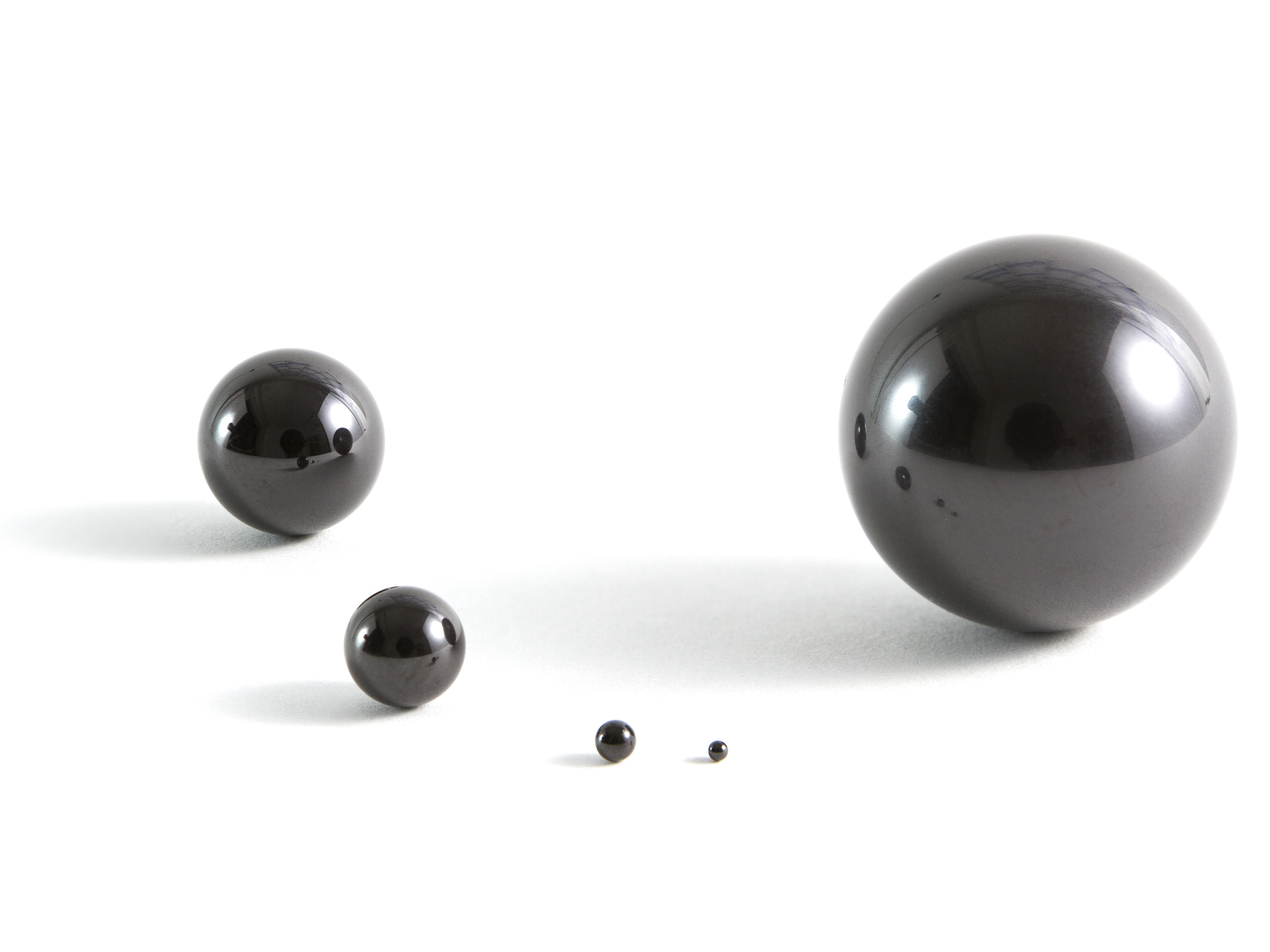
Kugeln aus Siliziumnitrid

Das Medium und der Einsatz bestimmen in den meisten Fällen den Werkstoff, aus dem die Kugeln hergestellt werden sollen. Kugeln aus Sonderwerkstoffen müssen über lange Zeiträume in verschiedenen Medien wie Wasser, Säure, Lauge, Alkohol, Benzin und Gase unterschiedlichster Zusammensetzung ihren Dienst tun. Je nach Anforderung werden auch NE-Werkstoffe wie Messing, Bronze, Kupfer, Titan, Gold und Aluminium eingesetzt. Als Anwendungsmöglichkeiten für diese Werkstoffe seien hier beispielhaft Fahrzeugbau, Messtechnik, Goldschmiedehandwerk und Armaturen genannt.
Ein Sonderprogramm ermöglicht das Herstellen von gebohrten Kugeln oder das Anbringen von Flächen auf die Kugeln sowie das Produzieren von Schaltkugeln (z. B. Kugelhahn) und Kugelhalter.

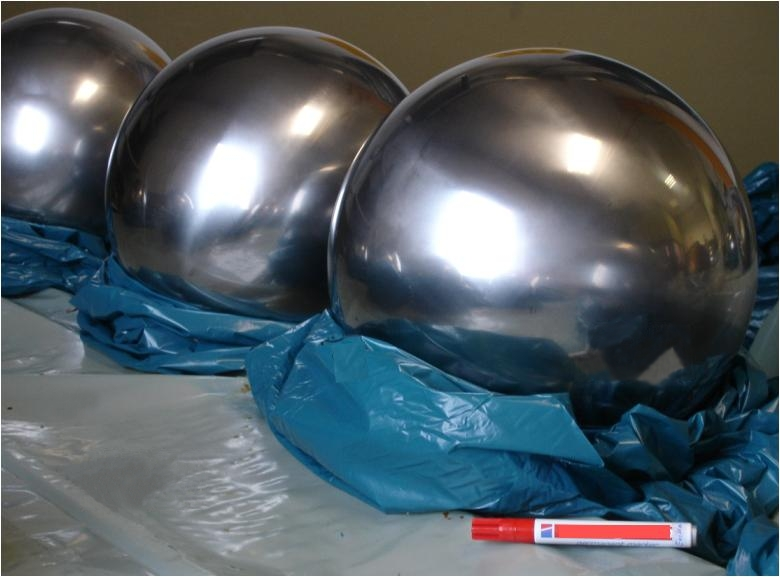
Kugel Ø 320 mm im Größenvergleich mit einem Permanentmarker

Neben genormten Standardabmessungen können stufenlos alle gewünschten Kugeldurchmesser produziert werden. Ein Hersteller aus Hessen/Deutschland hat z. B. ein Produktionsprogramm zwischen 1 und 320 mm Durchmesser in unterschiedlichsten Werkstoffen. Eine Stahlkugel mit 320 mm Durchmesser hat eine Masse von rund 135 kg.
Wichtige Normen zur Kugelherstellung sind unter anderem die DIN 5401 oder ISO 3290.